# Cervejaria Murphy´s
A Cervejaria Murphy´s (ou Heineken Brewery Ireland Ltd) é uma empresa irlandesa administrada pela Heineken International.

## História
Fundada em 1856 no condado de Cork, Irlanda, por James Murphy Jeremias e seus irmãos, J. William, Jerome J. e Francis J. Murphy, originalmente a cervejaria levava o nome de Lady's Well Brewery.
O produto produzido pela Lady's Well Brewery recebeu, em mais de uma oportunidade, medalhas de ouro pela excelência em qualidade, como na Exposição de Dublin, em 1892 e em Manchester no ano de 1895.
Em 1983, o grupo Heineken adquiriu a cervejaria e modificou sua denominação para Murphy Brewery Ireland Ltd. e recentemente (década de 2000) para Heineken Brewery Ireland Ltd, com o nome fantasia de Murphy´s.

## Produtos
A Murphy's produz a cerveja Murphy's Irish Stout, uma bebida encorpada e que possui chocolate em sua receita, além do sistema Draughtflow (bolinha interna contendo nitrogênio) e a Murphy's Irish Red Beer, que contém caramelo, determinando a cor cobre-avermelhada do produto.

## Ligação externa
- Página Oficial